# Niederkretze
Niederkretze, im 19. Jahrhundert auch Kritze oder Kretze, war eine Hofschaft in Hückeswagen im Oberbergischen Kreis im Regierungsbezirk Köln in Nordrhein-Westfalen (Deutschland). Die Hofschaft wurde für den Bau der Wuppertalsperre abgetragen und der Standort ist heute überflutet.

## Lage und Beschreibung
Niederkretze lag im Tal der Wupper im nördlichen Hückeswagen. Nachbarorte waren das ebenfalls abgegangene Oberkretze, Karrenstein, Steffenshagen, Voßhagen, Dürhagen, Engelshagen und Niederhombrechen.
Die Hofschaft war über eine Zufahrtsstraße aus Richtung Dürhagen erreichbar, ein Steg führte bei Niederkretze über die Wupper.

## Geschichte
1481 werden die Orte Ober- und Niederkretze in einer Spendenliste für den Marienaltar der Hückeswagener Kirche genannt. Beide Orte sind darin mit „Im Kretze“ benannt. Die Karte Topographia Ducatus Montani aus dem Jahre 1715 zeigt den Hof als o.Kretz. Im 18. Jahrhundert gehörte der Ort zum bergischen Amt Bornefeld-Hückeswagen.
1815/16 lebten 14 Einwohner im Ort. 1832 gehörte Niederkretze unter dem Namen Kritze der Lüdorfer Honschaft an, die ein Teil der Hückeswagener Außenbürgerschaft innerhalb der Bürgermeisterei Hückeswagen war. Der laut der Statistik und Topographie des Regierungsbezirks Düsseldorf als Weiler kategorisierte Ort besaß zu dieser Zeit zwei Wohnhäuser und vier landwirtschaftliche Gebäude. Zu dieser Zeit lebten 19 Einwohner im Ort, allesamt evangelischen Glaubens.
Im Gemeindelexikon für die Provinz Rheinland werden 1885 zwei Wohnhäuser mit acht Einwohnern angegeben. Der Ort gehörte zu dieser Zeit zur Landgemeinde Neuhückeswagen innerhalb des Kreises Lennep. 1895 besitzt der Ort zwei Wohnhäuser mit 13 Einwohnern, 1905 zwei Wohnhäuser und neun Einwohner.
Auf den Feldern um Niederkretze führte der Verein Motorsportfreunde Kräwinklerbrücke in den 1960er Jahren Motocrossrennen durch. 1964 wurden die Gebäude für den projektierten Bau der Wuppertalsperre abgebrochen. In den 1970er Jahren wurde ein paar hundert Meter östlich von Niederkretze die Hofschaft Neukretze neu gegründet. 1982 begann der Aufstau, der den Wohnplatz überflutete.
In den 1970er Jahren gab es Überlegungen des Energiekonzerns RWE bei Niederkretze ein Atomkraftwerk zu errichten. Aufgrund der unsicheren Versorgung mit Kühlwasser durch die Wupper wurden diese Überlegungen nicht weiter fortgeführt.